# Hoornconcert nr. 2 (R. Strauss)
Het Hoornconcert nr. 2in Es majeur, opus 132 van Richard Strauss ging in première tijdens de Salzburger Festspiele van 1943 met G. von Freiberg als hoornist onder leiding van Karl Böhm.

## Tweede hoornconcert versus het eerste hoornconcert
Strauss schreef zijn eerste hoornconcert op 18-jarige leeftijd. Hij schreef dit concert voor zijn vader, Franz Strauss, die toen een beroemd hoornist was in München. Dit meesterwerk (Es majeur, op. 11) is nog steeds een standaardwerk dat op vrijwel alle proefspelen voor hoge hoorn wordt gevraagd. Het tweede hoornconcert is in vele opzichten verwant aan het eerste. Beide concerten zijn geschreven in dezelfde toonsoort, en de concerten hebben gedeeltelijk dezelfde vorm en structuur: zo beginnen beide concerten met een "fanfare/signaal" aan het begin; beide concerten hebben een eerste deel dat overloopt in het tweede deel, een derde deel in de vorm van een rondo in 6/8 met een virtuoos einde en de (kamerorkest)bezetting is identiek.
Strauss was 79 jaar toen hij zijn tweede hoornconcert schreef, een laat werk. Hij had een herkenbare eigen stijl ontwikkeld en heel veel ervaring opgedaan als dirigent en componist. Strauss had toen immers al vele symfonische gedichten, opera’s, concerti en een symfonie geschreven, steeds met uitgebreide hoornpartijen. Hij kende de mogelijkheden en de kleuren van de orkesten en van de instrumenten waarvoor hij schreef door en door, en dat is te merken in het tweede hoornconcert. Het orkest heeft een solistische rol en is dus zeker niet alleen ondersteunend of begeleidend. Daarbij komt nog dat dit stuk op een bepaalde manier zeer polyritmisch en polyfoon is en dat de partijen voor het orkest niet eenvoudig zijn.

## Orkestbezetting
Gemeten naar de omvang van de orkesten die nodig zijn bij zijn grotere symfonische werken, is het orkest dat de solist begeleidt in het tweede hoornconcert betrekkelijk klein van omvang: de orkestbezetting is 2222 2200, pauken en strijkers. Op enkele plaatsen hebben de orkesthoorns in het stuk duidelijk een ondersteunende functie voor de solist, met soms een theatraal effect. Aan het einde van het eerste deel speelt de eerste orkesthoorn als een echo een stukje van het thema, terwijl het publiek de solist ziet zwijgen. Tegen het einde van het derde deel spelen de solist en orkesthoorns samen een schetterende fanfare.

## Toonsoort
Es majeur is een krachtige, vitale en heroïsche toonsoort, die bijvoorbeeld ook gebruikt is in werken als Ein Heldenleben (Richard Strauss), de Rheinische Symphonie (Robert Schumann), en het vijfde pianoconcert (Kaiser Konzert) en de Eroica-symfonie van Beethoven. Es is ook een uitstekend geschikte toonsoort voor de hoorn. Dat blijkt ook wel als men kijkt naar andere werken geschreven voor hoorn: alle stukken van Mozart met hoorn (behalve het 1e hoornconcert), Brahms' hoorntrio, Haydns dubbelconcert, de hoornconcerten van Carl Reinecke, Joseph Rheinberger, Antonio Rosetti, Cristoff Förster, Franz Danzi etc. staan alle in Es majeur.

## Discografie (incompleet)
- Hermann Baumann, hoorn met het Gewandhausorchester onder leiding van Kurt Masur
- Norbert Hauptmann, hoor met de Berliner Philharmoniker onder leiding van Zubin Mehta
- Dennis Brain, hoorn met het Philharmonia Orchestra onder leiding van Wolfgang Sawallisch